# Oz Almog
Oz Almog (hebräisch עוז אלמוג‎; geboren 15. April 1956 in Kfar Saba, Israel) ist ein israelisch-österreichischer Autor, Kunstmaler, Performance-, Aktions- und Konzept-Künstler.

## Leben
Almog entstammt einer Familie russisch-ukrainischer Vorfahren (Avrutzki) und rumänisch-russischer Einwanderer (Abramovich). Nach einem Studium klassischer Malerei und Ableistung seines Militärdienstes in der Israelischen Armee schloss er sein Studium an der Akademie der bildenden Künste Wien ab.

## Werk
Die Arbeiten des Austro-Israeli neigen zur Konfrontation, Extreme und Provokation. Schon während der 1980er Jahre, als er noch Student an der Akademie der bildenden Künste Wien war, machte sich Almog mit seinen Performances in den Underground-Kulturszenen in Österreich und Europa einen Namen. Seit den 1990ern befasst er sich in seinen Gemälden, Zeichnungen, Happenings, Kunstaktionen usw. mit komplexen Problemen, die unter anderem durch menschliche Sexualität, totalitäre Ideologien, soziale Missstände und Konsumwahn verursacht werden. Hierzu kombiniert er Elemente aus verschiedensten Kunst-Epochen, -Strömungen, -Techniken etc.

## Ausstellungen
- 1994: Geburt eines Mythos. 70 Ölgemälde, ErotiKreativ des WUK Wien
- 1995: The Psychonaut and His Mind Navigator. 360 Ölgemälde, Jüdisches Museum Wien
- 1995: En Face · Not seen and/or less seen of/by. Jüdisches Museum Wien
- 1997: Blok Brut · Auto-erotic deaths. Janco Dada Museum in Ein Hod (Israel)
- 1997: Blood Addict · Bloody scenes of murder 1949–1960. Janco Dada Museum in Ein Hod (Israel)
- 1997: Shaheed · Suicide terror phenomena. Limbus Gallery in Tel Aviv
- 1999: Him too? … A Chronicle of a Cultural Obsession. Jüdisches Museum Wien. – Anschließend in Tel Aviv, Berlin, London, Amsterdam, Rendsburg, Budapest, Belgrade, Sarajevo, Subotica u. a. (10 Jahre).[2]
- 2000: Aktion T-4: Opera Euthanasia. Staatsmuseum Oberösterreich Linz
- 2000: Wiener en face – Portraits of Careers. Hermes-Villa, Historisches Museum Wien
- 2004: Kosher Nostra. Jewish Gangsters in America 1890–1980. Jüdisches Museum Wien
- 2004: Colors of War; Jüdisches Museum und Hofimmobiliendepot, Möbel Museum Wien
- 2007: Judaica Kid’s Box. Jüdisches Museum Wien
- 2008: GOTTTEUFELAETHER – Oz Almog + Wilhelm Reich: Ausfluss der Hölle. Jüdisches Museum Wien
- 2010: Walls of Sound – Jewish Worlds of Music. Jüdisches Museum Wien

## Publikationen
- (Hrsg.): Geburt eines Mythos. Ausstellungskatalog (mit Essay von Hermes Phettberg). Kunsthalle Exnergasse, Wien 1994
- Block Brut – Transvestitismus und tödliche Unglücksfälle bei autoerotischer Betätigung. Jüdisches Museum, Wien 1994, ISBN 3-901697-03-9.
- mit Gerhard Milchram: E. M. Lilien: Jugendstil – Erotik – Zionismus. Jüdisches Museum Wien / Landesmuseum Braunschweig 1998, ISBN 3-85476-017-5.
- mit Felicitas Heimann-Jelinek: Bamot* – über die Erstellung, Zerschlagung und Restaurierung von Höhenheiligtümern: Israel 1948–1998. Jüdisches Museum, Wien 1998, ISBN 3-901398-08-2.
- Him too...?? – Oz Almog’s concise index Judaeorum – a chronicle of a cultural obsession. Beth Hatefutsoth, Tel Aviv etc. 1999, ISBN 3-901398-14-7.
  - him too...?? – Concise Index Judeaorum. A Chronicle of a Cultural Obsession. Jüdisches Museum, Wien 2000, ISBN 3-901398-28-7.
  - Anche Lui...?? – Cronica de una ossessione culturale. Jüdisches Museum, Wien 2000.
  - der auch...?? – Oz Almogs bunter Index Judaeorum – Chronik einer kulturellen Obsession. Jüdisches Museum, Wien 2003, ISBN 3-901398-27-9.
  - der auch...?? – Oz Almogs bunter Index Judaeorum, Chronik einer kulturellen Obsession. Stiftung Schleswig-Holsteinische Landmuseen, Rendsburg 2009.
- The Sabra – The Creation of the New Jew. University of California Press, 2000, ISBN 978-0-520-21642-6.
- Ma Gam Hu...??. Nahum Goldmann Museum of Jewish Diaspora, Tel Aviv 2000, ISBN 3-901398-15-5.
- Wiener en face – Portraits von Karrieren. Eigenverlag der Museen der Stadt Wien, 2000, Open Library ID OL24331008M.
- Dem Morgenrot Entgegen – Helden der Sowjetunion. Jüdisches Museum, Wien 2002, ISBN 3-901398-22-8.
- Kosher Nostra – Jüdische Gangster in Amerika 1890–1980. Jüdisches Museum, Wien 2003, ISBN 3-901398-33-3.
- Kosher Nostra – Tod in Amerika 1890–1980. Jüdisches Museum, Wien 2003, ISBN 3-901398-34-1.
- Colors of War/Camouflage; Jüdisches Museum Wien, Wien 2004, ISBN 3-901398-36-8
- зар и он...?? – Оз Алмогов шаролики индекс јудеорум. Muzej grada, Beograda 2006, ISBN 86-90619-38-8
- Aleph Bet Judaica Kids Box. Judentum – Grundbegriffe von Aleph bis Taw. (Mit 10 Zusatz-Broschüren) Jüdisches Museum, Wien 2007, ISBN 978-3-901398-46-9.
- Walls Of Sound – Jewish Worlds of Music / Jüdische Musikerwelten. Jüdisches Museum, Wien 2010, ISBN 978-3-901398-55-1.